# Глебово (Рыбинский район)
Гле́бово — село в Рыбинском районе Ярославской области, центр Глебовского сельского поселения.
Село названо по фамилии бывших владельцев, знатного рода Глебовых, которые владели многими землями в Ярославской губернии и имели в Глебово одну из резиденций. Последние владельцы — Николай Андреевич Глебов ( 1824–1869) , после 1899 г. — его вдова В. Н. Глебова (1838–1921) и старший сын А. Н. Глебов (1858–1895) , после 1895 —  младший сын  Н. Н Глебов (1864- 1941).   
Оно расположено на правом берегу реки Волги (Рыбинское водохранилище), высоком и обрывистом при впадении в Волгу небольшого Ивановского ручья. Этот ручей образует при впадении глубокий овраг. Центр села расположен на мысу, образованном этим оврагом и берегом Волги. Развитие села от центра шло в двух перпендикулярных направлениях — улица Волжская, вверх по Волге, на юг, и улица Рыбинская, вдоль оврага и дороги, ведущей на Рыбинск, на восток. Важную роль в развитии села играл проходивший через него, по правому берегу Волги тракт Углич–Молога. Его ближайшими крупными соседями было село Городок, вверх по Волге, и Коприно, вниз по Волге. После строительства Рыбинского водохранилища и затопления Мологи село утратило своё транспортное значение, а шедший по правому берегу тракт пришёл в полную негодность. Основная транспортная артерия района ведёт от Рыбинска к Глебову, практически по прямой на протяжении 25 км в западном направлении, а на окраине Глебова поворачивает на север, на крупное село Погорелка и далее до Ларионова и Легкова, которые находятся на южном берегу Рыбинского водохранилища, то есть до тупика, дальше которого суши нет. Однако в последние годы через село была построена дорога, ведущая от села Николо-Корма к селу Коприно, служащая для облегчения доступа к строящемуся в Коприне гелиопарку, которая проходит примерно по маршруту бывшего тракта. Кроме того, в Глебове устроена паромная переправа через реку Волга. Отсутствие автомобильных мостов в этом направлении затрудняет доступ из Рыбинска к северо-западным районам Ярославской области (Брейтовскому, Некоузскому), а также к городам северо-востока Тверской (Бежецк, Весьегонск) и запада Вологодской области (Устюжна). Таким образом, Глебово вновь становится транспортным перекрёстком.
Село Глебово находится в тесной связи с селом Ивановское, расположенным на северном, правом берегу Ивановского ручья. Кирпичная приходская Казанская церковь расположена не в Глебове, а в Ивановском, там же находится и кладбище. Село было достаточно зажиточным, проведенная в последние годы инвентаризация памятников истории и культуры выявила в нём ряд памятников: храмовый комплекс церкви Фёдора, Давида и Константина 1784 г., чайная-читальня общества трезвости А. Д. Воденикова, ремесленное училище А. Д. Воденикова 1904 г., четыре жилых дома конца XIX века на улице Волжской.
Деревня Глебово указана на плане Генерального межевания Рыбинского уезда 1792 года. Ивановский ручей там назван речка Талица. В Глебове обозначены две церкви.
Обрывистый берег села сложен из пород, несущих окаменелости Юрского периода, он объявлен природным памятником.

## Население
| 1859 | 1914 | 2002 | 2007 | 2010 |
| ---- | ---- | ---- | ---- | ---- |
| 458  | ↗521 | ↗522 | ↘458 | ↘423 |

На 1 января 2007 года в селе проживало 458 человек постоянного населения. Село служит привлекательным местом для дачного отдыха. Почтовое отделение Глебово обслуживает село и ряд окружающих деревень, по почтовым данным в деревне 16 улиц: Волжская, Кузнецкая, Молодёжная, Новая, Октябрьская, Рыбзаводовская, Рыбинская, Солнечная, Спортивная, Строителей, Школьная, Лесная, Решетиха, Сосновая, Ясная, Березовая. В селе имеется средняя школа, магазины, почтовое отделение.

## Глебовское обнажение
Обрывистый берег Волги в Глебове служит южной границей геологического памятника обнажения разреза стратиграфического и палеонтологического типа мирового ранга. Обнажение продолжается в северном направлении, вниз по Волге до деревни Петраково. Это наиболее представительный разрез гипостратотипа волжского яруса в Ярославской области, в нём одновременно наблюдаются юрские и меловые отложения. В разрезе обнаружено 17 новых видов ископаемых животных.
Нижний слой разреза составляют пески и песчаники, в которых находятся многочисленные остатки аммоноидей, характерных для зоны Epivirgatites nikitini средневолжского подъяруса верхнего отдела юрской системы. Выше этих отложений лежат фосфоритовые конгломераты и пески раннемелового (ранне-готеривского) возраста, а также моренные и озерные четвертичные образования.
Описание разреза снизу вверх. Нижний слой разреза относится к среднему подъярусу Волжского региояруса Юрской системы, зона Virgatites, подзона Craspedites ivanovi. Слой толщиной 6–8 м составляют пески и песчаники, песок серовато-жёлтый и бледно-жёлтый, средне- и крупнозернистый, с редкими рыхлыми желваками фосфоритов, местами с линзами железистого песчаника бурого цвета. В этом слое встречаются ископаемые остатки фауны: аммониты, белемниты, двустворчатые, брюхоногие, брахиоподы, иглокожие.
Выше лежит слой толщиной 0,3–0,5 м, относящийся к зоне Epivirgatites nikitini. В нём — песчаник железистый, темно-бурый. Наполняющие его конкрециями фосфоритового песчаника, плотно прилегают друг к другу и образуют конгломерат. Фосфориты шершавые, слабо окатанные, серые с поверхности и черные на расколе. Среди ископаемой фауны находятся многочисленные пустоты от растворенных белемнитов, мелкие аммониты, брюхоногие, брахиоподы. Далее шестиметровый слой песка от зеленовато-бурого средней плотности до темно-бурого плотного, переходящего в песчаник. По всей толще слоя рассеяны рыхлые фосфориты и плотные конкреции железистого песчаника разных размеров, в которых встречаются аммониты от 10 до 70 см в диаметре, кроме того находятся двустворчатые, брюхоногие, брахиоподы, аннелиды, губки.
Выше юрские отложения перекрываются меловой системой. Слой толщиной 0,2–0,4 м относится к верхнему подъярусу валанжийского яруса, содержит фосфоритовый конгломерат, состоящий из плотных, гладких, зеленовато-серых, песчанистых фосфоритовых конкреций размером до 10 см. За ним следует слой толщиной 0,3–1 м из мелкозернистых песков, переходящих в алевролиты, лимонно-охристые, сильно железистые, насыщенные мелкими оолитовыми зернами лимонита. Аммониты в этом слое редки. Он перекрыт слоем толщиной до 0,2 м, сложенным из мелкозернистого песка, зеленовато-серого цвета, глауконитового, переходящего в песчаник железистый, иногда содержащий ожелезненные ядра древесных остатков с воздухоносными полостями. Далее пески мелкозернистые, белые, кварцевые, слюдистые, чередующиеся с тонкими прослоями чёрной слюдистой глины. Органические остатки почти не встречаются.
Слои четвертичной системы относятся к плейстоцену и голоцену. К московскому горизонту плейстоцена принадлежит слой толщиной до 4 м, образованный валунным суглинком, красновато-коричневого цвета, содержащий много дресвы, крупной гальки и валунов. К голоцену относится слой толщиной около 1 м, содержащий безвалунный суглинок, переходящий в супесь, светло-серый или кремово-коричневый, пылеватый, неяснослоистый.